# 蓮池町通停留場
蓮池町通停留場（日语：／ Hasuikemachi dori teiryūjō */?），是位於高知縣高知市播磨屋町，土佐電交通站前線的電車站。

## 歷史
在播磨屋橋至高知站前開通之際，此電車站在1928年（昭和3年）啟用，當時電車站名為蓮池町停留場（日语：／）。後來於1938年（昭和13年）改名為蓮池町通停留場。電車站於1942年（昭和17年）曾經一度暫停營業，後來於1960年（昭和35年）重開。
- 1928年（昭和3年）2月16日 - 土佐電氣（後來為土佐電氣鐵道）播磨屋橋至高知站前之間開通，蓮池町停留場啟用[1]。
- 1938年（昭和13年）2月1日 - 電車站改名為蓮池町通停留場[1]。
- 1942年（昭和17年）7月29日 - 電車站暫停營業[1]。
- 1960年（昭和35年）4月18日 - 電車站重開[1]。
- 2014年（平成26年）10月1日 - 土佐電氣鐵道、高知縣交通（日语：高知県交通）和土佐電Dream Service（日语：土佐電ドリームサービス）合併，土佐電交通成立[3]。成為土佐電交通的電車站。

## 電車站構造
電車站是建造在共用道路上，設有2面2線的相對式乘車處（千鳥式）。北邊為高知站前方向月台，南邊為棧橋方向月台。桟橋方向的月台是位於播磨屋町三丁目，高知站方向的月台是位於播磨屋町一丁目。

## 電車站周邊
「蓮池町通」這道路位於路口東邊。而「蓮池」這名稱取自於高知城城下町開發之際，當地有來自現時土佐市蓮池的居民遷移至該處居住，因而得名。
- 日曜市（日语：日曜市）
- 高知大丸
- 高知市立播磨屋橋小學
- 高知播磨屋町郵局
- funky time（日语：funky time）追手筋店
- 國道32號（日语：国道32号）
- 「蓮池町通」巴士站

## 相鄰電車站
土佐電交通
站前線
播磨屋橋－蓮池町通－高知橋
- 在此站至播磨屋橋停留場之間，曾經設有紺屋町通停留場。

## 注腳
1. 1 2 3 4 5 6 7  《土佐電鉄が走る街 今昔》101・156-158頁
2. 1 2 3 4  今尾惠介（監修）. . 11 中国四国. 新潮社. 2009: 61. ISBN 978-4-10-790029-6 （日语）.
3. ↑  上野宏人. . 毎日新聞 (毎日新聞社). 2014-10-02 （日语）.
4. ↑  川島令三. . 【図説】 日本の鉄道. 第2巻 四国西部エリア. 講談社. 2013: 38・95頁. ISBN 978-4-06-295161-6 （日语）.
5. 1 2  《土佐電鉄が走る街 今昔》62-63頁